# Coelogyne brachyptera
Coelogyne brachyptera é uma espécie de orquídea epífita, família Orchidaceae, originária da Indochina.